# حارة المشهد (صنعاء)

تعديل مصدري - تعديل

حارة المشهد هي إحدى حارات حي مسيك بمديرية شعوب إحد مديريات العاصمة اليمنية صنعاء، بلغ تعداد سكانها 800 نسمة حسب تعداد اليمن لعام 2004.